# 茂木英子
茂木 英子（もてき ひでこ、1960年（昭和35年）3月4日 - ）は、日本の政治家。群馬県安中市長（2期）、群馬県議会議員（2期）、安中市議会議員（4期）などを務めた。

## 来歴
群馬県安中市野殿に生まれる。安中市立第一中学校卒業。1978年（昭和53年）3月、群馬県立富岡東高等学校卒業。同年4月、興亜火災海上保険（現・損害保険ジャパン）に就職。
1989年（平成元年）、仲間と共に地域づくり団体「未来塾」を創立。
1995年（平成7年）、安中市議会議員補欠選挙に立候補し初当選。市議を4期務める。
2007年（平成19年）4月に行われた群馬県議会議員選挙に安中市選挙区（定数2）から無所属で立候補。自民党現職、同党新人を相手に戦い得票数2位で初当選。
2008年（平成20年）、高崎経済大学地域政策学部に入学。2011年（平成23年）、無投票で再選。
2014年（平成26年）3月31日、県議会議員を辞職。同年4月13日に行われた安中市長選挙に無所属で出馬。3選を目指した現職の岡田義弘を破り初当選した。女性市長は群馬県内では初、女性首長は1986年（昭和61年）の山田節子・水上町長以来2人目となる。4月23日、市長就任。
※当日有権者数：50,724人 最終投票率：55.26%（前回比：pts）
| 候補者名 | 年齢 | 所属党派 | 新旧別 | 得票数   | 得票率 | 推薦・支持 |
| -------- | ---- | -------- | ------ | -------- | ------ | ---------- |
| 茂木英子 | 54   | 無所属   | 新     | 15,688票 | 56.87% |            |
| 岡田義弘 | 75   | 無所属   | 現     | 11,899票 | 43.13% |            |

2018年（平成30年）4月、元職の岡田義弘らを破り再選。
※当日有権者数：50,053人 最終投票率：49.59%（前回比：-5.67pts）
| 候補者名 | 年齢 | 所属党派 | 新旧別 | 得票数   | 得票率 | 推薦・支持 |
| -------- | ---- | -------- | ------ | -------- | ------ | ---------- |
| 茂木英子 | 58   | 無所属   | 現     | 15,298票 | 62.85% |            |
| 岡田義弘 | 79   | 無所属   | 元     | 8,147票  | 33.47% |            |
| 安藤広幸 | 68   | 無所属   | 新     | 897票    | 3.68%  |            |

2022年（令和4年）4月17日執行の市長選に3選を目指して出馬するも、元県議の岩井均に敗れ落選。
※当日有権者数：47,959人 最終投票率：59.37%（前回比：+9.78pts）
| 候補者名 | 年齢 | 所属党派 | 新旧別 | 得票数   | 得票率 | 推薦・支持       |
| -------- | ---- | -------- | ------ | -------- | ------ | ---------------- |
| 岩井均   | 58   | 無所属   | 新     | 19,263票 | 68.19% | 推薦：自民、公明 |
| 茂木英子 | 62   | 無所属   | 現     | 8,984票  | 31.81% |                  |

## 市政
- 2020年（令和2年）11月10日、LGBTなど性的少数者のカップルが婚姻に相当する関係にあると認める「パートナーシップ宣誓制度」を2021年（令和3年）4月に導入すると発表した[6]。同制度は予定通り2021年（令和3年）4月1日に導入された[7]。